# Cilibi Moise
Cilibi Moise (n. Moise Froim; n. 1812, Focșani, Vrancea, România – d. 31 ianuarie 1870, București, România) a fost un povestitor evreu moldovean, umorist și autor de pilde și aforisme în limba română.

## Biografie
Moise Froim s-a născut la Focșani într-o familie numeroasă de condiție modestă de evrei. Porecla sa, Cilibi, se trage din turcescul înțelept. Moise a trăit o mare parte a vieții în București, unde familia s-a mutat de când era copil și și-a asigurat existența din neguțătorie, fiind prezent la toate iarmaroacele. Taraba lui reprezenta un centru de atracție, deoarece prin spiritul său vioi, înțelepciunea bătrânească și prin vorbele sale de duh capta atenția mușteriilor. Moise nu putea să-și noteze ideile deoarece nu știa să scrie - cunoscând doar caracterele ebraice - și își dicta aforismele de-a-dreptul zețarului, care le-a publicat în 12 - 13 volume, ultimul fiind publicat chiar în anul morții sale, 1870. Se pare că o parte din pildele sale ar fi fost dictate chiar lui I.L. Caragiale, al cărui tată era prieten cu Moise. A fost un membru al congregației evreiești din București și a fost aproape de Moses Gaster. Moise a murit de tifos la 58 de ani.

## Opera
- Diata lui Cilibiu Moisi vestitul (București, 1858);
- Viața și proverbele lui Cilibi Moise de la 1859 decembrie 5 (București, 1859);
- Visul de 48 nopți al lui Cilibi Moise (București, 1861);
- Anecdote și povețe din reflexiele lui Cilibi Moise, vestitul din Țara Românească (București, 1862);
- Practica lui Cilibi Moise (București, 1862);
- Practica și culegeri ale lui Cilibi Moise (București, 1863; ed. a III-a, 1864);
- Practica lui Cilibi Moise (București, 1865);
- Practica lui Cilibi Moise (București, 1866);
- Gîndurile a 40 de nopți ale lui Cilibi Moise (București, 1867);
- Practica lui Cilibi Moise (București, 1868)
- Anul nou 1869. Apropourile lui Cilibi Moise (București, 1869);
- Gîndurile de 40 de nopți ale lui Cilibi Moise (București, 1870);
- Păcăliturile lui Tilu Buh-Oglindă împreună cu o parte din Testamentul lui Cilibi Moise (București, 1883);
- Practica și apropourile lui Cilibi Moise, vestitul din Țara Romănească, adunate și aranjate după materii și precedate de biografia lui Cilibi Moise de Moses Schwarzfeld (Tipografia Filip Lazar, Craiova, 1883; ed. a II-a, București, 1901)
- Cilibi Moise, Cilibi Moise, Vestitul în Țara Românească: practica și apropourile, Ediție îngrijită de Ticu Goldstein, Editura Hasefer, București, 2000, ISBN 978-973-8056-18-3, 136 pagini